# Антихрист (книга)
«Антихрист. Прокляття християнству» (нім. Der Antichrist. Fluch auf das Christenthum) — книга німецького філософа Фрідріха Ніцше, що піднімає проблему суперечностей християнства. Крім того, в книзі піднімаються ширші питання рівності і демократії, що розглядаються як довгострокові наслідки поширення християнських цінностей. Книга була написана в 1888 році, проте її скандальний зміст змусив Франца Овербека і Генріха Кезелітца відкласти її публікацію до 1895 року, так само як і написаної в тому ж році «Ecce Homo».

## Зміст
Книга побудована як протест філософа проти невідповідностей декларованих християнською церквою принципів і реальною практикою християнської церкви в історії, а також невідповідності вчення дійсності. В тексті «Антихриста» активно критикується апостол Павло, який, за словами Ніцше, винайшов Бога і дав в Євангелії «найганебнішу з усіх нездійсненних обіцянок, — безсоромне вчення про особисте безсмертя». Ніцше стверджує, що Павло видавав за доказ посмертного життя Ісуса Христа звичайну галюцинацію, а віруючих у його вчення він назвав ідіотами.
Ніцше заперечує наявність істинних християн, крім Ісуса Христа, кажучи, що «по суті був тільки один християнин, і він помер на хресті». Він звинувачує християнство, стверджуючи, що християнство дедалі піддавалось псуванню і знеціненню всяких цінностей, а «з будь-якої істини воно зробило брехню, з усього чесного — душевну ницість». «Рівність душ перед Богом» Ніцше називає фальшю. Він також звинувачує християнство в тому, що з «сильної людини», яка слідує своїм інстинктам, воно зробило «нікчемну людину». Він визначає християнство як «діяльне співчуття до всіх невдах і слабких», і називає цю рису релігії шкідливішою, ніж будь-який порок. Співчуття, одну з найважливіших християнських чеснот, він відкидав, вказуючи, що воно «діє гнітючим чином» і через нього «втрачається сила». Релігійну віру він назвав «небажанням знати істину».

Про відсутність зв'язку вчення християнства і його моралі з дійсністю він написав:
Ні мораль, ні релігія в християнстві не торкаються жодної точки реальності. Усі уявні причини («Бог», «душа», «Я», «дух», «вільна воля» — або також «невільний»); нічого, крім уявних наслідків («гріх», «викуп», «благодать», «покарання», «прощення гріха»). Спілкування між уявними істотами («Бог», «Духи», «Душі»); уявне природознавство (антропоцентризм; повна відсутність поняття природних причин), уявна психологія (нічого, крім непорозуміння, інтерпретації приємних або неприємних загальних почуттів, наприклад, станів симпатичного нерва за допомогою мови жестів релігійно-моральної ідіосинкразії, — «каяття», «муки сумління», «спокуса диявола», «близькість Бога»); уявна телеологія («царство Боже», «останній суд», «вічне життя»). — Цей чисто вигаданий світ дуже сильно відрізняється від світу сновидінь тим, що останній відображає реальність, тоді як він фальсифікує, знецінює, заперечує реальність.
Оригінальний текст (нім.)

Weder die Moral noch die Religion berührt sich im Christenthume mit irgend einem Punkte der Wirklichkeit. Lauter imaginäre Ursachen («Gott», «Seele», «Ich» «Geist», «der freie Wille» — oder auch «der unfreie»); lauter imaginäre Wirkungen («Sünde», «Erlösung», «Gnade», «Strafe», «Vergebung der Sünde»). Ein Verkehr zwischen imaginären Wesen («Gott» «Geister» «Seelen»); eine imaginäre Naturwissenschaft (anthropocentrisch; völliger Mangel des Begriffs der natürlichen Ursachen) eine imaginäre Psychologie (lauter Selbst-Missverständnisse, Interpretationen angenehmer oder unangenehmer Allgemeingefühle, zum Beispiel der Zustände des nervus sympathicus mit Hülfe der Zeichensprache religiös-moralischer Idiosynkrasie, — «Reue», «Gewissensbiss», «Versuchung des Teufels», «die Nähe Gottes»); eine imaginäre Teleologie («das Reich Gottes», «das jüngste Gericht», «das ewige Leben»). — Diese reine Fiktions-Welt unterscheidet sich dadurch sehr zu ihren Ungunsten von der Traumwelt, dass letztere die Wirklichkeit wiederspiegelt, während sie die Wirklichkeit fälscht, entwerthet, verneint.
Завершується робота звинуваченням християнства:
«Я називаю християнство одним великим прокляттям, одним найбільшим розпустом, одним великим інстинктом помсти, для якого жоден засіб не є отруйним, таємним, підземним, досить малим — я називаю це єдиною безсмертною плямою людства …»
Оригінальний текст (нім.)

«Ich heisse das Christentum den Einen grossen Fluch, die Eine grosse innerlichste Verdorbenheit, den Einen grossen Instinkt der Rache, dem kein Mittel giftig, heimlich, unterirdisch, klein genug ist, — ich heisse es den Einen unsterblichen Schandfleck der Menschheit…»
В «Антихристі» тільки намічені основні положення ніцшеанської філософії, і критика християнства є лише одним з елементів вчення Ніцше.